# افردیتا دریشاج
افردیتا دریشاج (انگلیسی: Afërdita Dreshaj؛ زادهٔ ۱۹ ژوئیهٔ ۱۹۸۶) مدل، و خواننده اهل ایالات متحده آمریکا است. او در کشورهای آلبانی زبان به عنوان یک خواننده سرشناس شناخته می‌شود و اولین آهنگ خود درا در سال ۲۰۰۹ پخش کرد.